# آستین بری (فوتبال)
آستین بری (انگلیسی: Austin Berry؛ زادهٔ ۶ اکتبر ۱۹۸۸) یک بازیکن فوتبال است.